# Bloqueig de la Lliga Àrab a l'estat d'Israel
El bloqueig de la Lliga Àrab a l'estat d'Israel és una estratègia pressa per part d'alguns països membres de la Lliga Àrab per boicotejar les relacions econòmiques, polítiques i socials de l'estat d'Israel.
Tot i que ja existia un boicot i bloqueig a totes les institucions jueves molt abans de la creació de l'estat d'Israel, després de la guerra araboisraeliana de 1948 aquest boicot va créixer en força i va esdevenir en un bloqueig total a totes les institucions israelianes. El boicot ha perdut molta força des de la seva creació, donat que molts països de signataris de l'acord ja no en formen part i d'altres van reduir dràsticament la implementació del boicot.
Egipte (1979), Palestina (1993) i Jordània (1994) van firmar acords de pau amb Israel i es van retirar del boicot. Mauritània, que mai va formar part del boicot, va establir relacions diplomàtiques amb Israel l'any 1999. Algèria, Marroc i Tunísia no formen part del boicot.
Avui en dia, quasi tots els països membres del boicot ja no l'apliquen en la seva totalitat. Donat que aquest ja no s'aplica, des dels anys 1980 moltes empreses es van establir a l'estat d'Israel com McDonald's i Nestlé.
L'any 1994, d'acord amb els Acords d'Oslo, Bahrain, Kuwait, Oman, Qatar, Aràbia Saudita i els Emirats Àrabs Units van finalitzar el seu boicot a Israel. La mesura va provocar una onada d'inversions a Israel i va donar part a iniciar majors cooperacions entre Israel i els països musulmans. L'any 1996, els mateixos països van reconèixer que és necessari eliminar el boicot si es vol arribar a la pau a la regió.
Tot i que el boicot està pràcticament erradicat, la majoria de països que formen part de la lliga àrab deneguen l'accés als seus països als ciutadans d'Israel.